# Sandiway
Sandiway es una villa en Cuddington, Cheshire, Inglaterra. Está ubicada al este de la villa de Cuddington. 
Sandiway fue el lugar de nacimiento de John Douglas quien diseñó edificios en el centro de Chester, edificios para el  Duque de Westminster y varias iglesias en Cheshire. La  Iglesia de St John en Sandiway, y su puerta fueron diseñadas por Douglas y ambas están en la lista de edificios Grado II.
El Sandiway Golf Club  ha sido sede de las finales del campeonato abierto de golf y de finales de campeanatos de golf de amateurs.
Sandiway es el lugar del Centro de Artesanías Blakemere, centro de compras de una cuadra eduardina, lugar de comercios de artesanías y regalos. El centro tiene una zona de juegos para niños en los espacios abiertos y cerrados.
Sandiway tiene un cruce de caminos entre la ruta A49 y la A556 en la estanción Shell. 
La construcción de Jones Homes Grange brinda casas de 2,3 y 4 dormitorios en esta área.